# Obelisk (Vaals)
De Obelisk van Vaals (vroeger lokaal ook wel foutief 'Napoleonszuil' genoemd) is een obelisk of gedenknaald in de Nederlandse plaats Vaals. Het hardstenen monument staat te midden van een vijver in het Von Clermontpark, dat ten noorden van de Maastrichterlaan ligt.

## Geschiedenis
De obelisk werd in 1790 opgericht in opdracht van de van oorsprong Akense lakenfabrikant Johann Arnold von Clermont (1728-1795), naar verluidt om de noordelijke begrenzing van het domein van de familie Von Clermont te markeren. Deze familie, en met name Johann Arnold zelf, speelde een belangrijke rol in de geschiedenis van Vaals als textielstad. De ontwerper van het monument was de Akense bouwmeester Joseph Moretti (?-1793), de 'huisarchitect' van Von Clermont, die onder andere Kasteel Vaalsbroek restaureerde, Kasteel Bloemendal bouwde, alsmede het Von Clermonthuis en het Von Clermontmausoleum.
Het monument heeft in de loop van ruim twee eeuwen een aantal wijzigingen ondergaan. Zo schijnt de bekroning oorspronkelijk anders te zijn geweest, waren er mogelijk wapenschilden van Von Clermont op aangebracht en is de vorm van de vijver waarschijnlijk gewijzigd (zie de desbetreffende noten onder Beschrijving). De obelisk is sinds 1967 een rijksmonument. Het monument werd in 2012 gerestaureerd door frater-kunstenaar Leo Disch OSB van de Abdij Sint-Benedictusberg in het nabije Mamelis. Daarbij werd ook het omliggend gemeentelijk plantsoen heringericht. Het plantsoen en omgeving worden sedertdien aangeduid als Von Clermontpark.

## Beschrijving
De Vaalser Obelisk is een circa 8,5 m hoog monument, opgetrokken uit blokken Naamse steen. Het heeft de vorm van een gedenknaald met een vierkante onderbouw, op een eveneens vierkante sokkel. In het voetstuk bevinden zich vier poorten voor eenden en zwanen, waarvan er drie dichtgemetseld zijn. Het monument wordt bekroond door een bol. Dezelfde bolvormen bevinden zich op de hoeken van het onderstuk, waarop de eigenlijke obelisk rust. Aan de zuidzijde van de onderbouw bevindt zich een paneel met een geprofileerde lijst en een reliëf van een siervaas of urn. Op de bolvorm van de urn staan de in 2012 gerestaureerde, sierlijk in elkaar gekrulde initialen van J.A. von Clermont (JAvC) en op het voetstuk de geboortedatum van de stichter; bij de overlijdensdatum (Gest.) is niets ingevuld. Aan weerszijden van de urn staat het oprichtingsjaar van de obelisk: 17·90.
De gedenknaald staat in een rechthoekige vijver te midden van een omstreeks 2012 heraangelegd plantsoen. Vanaf de enkele meters hoger gelegen Maastrichterlaan en het daarop aansluitende Prins Willem Alexanderplein is het plantsoen te bereiken via een trappartij en een lift. Aan de zuidzijde van de vijver staan twee moderne tuinvazen, waarvan de sokkels mogelijk achttiende- of negentiende-eeuws zijn.

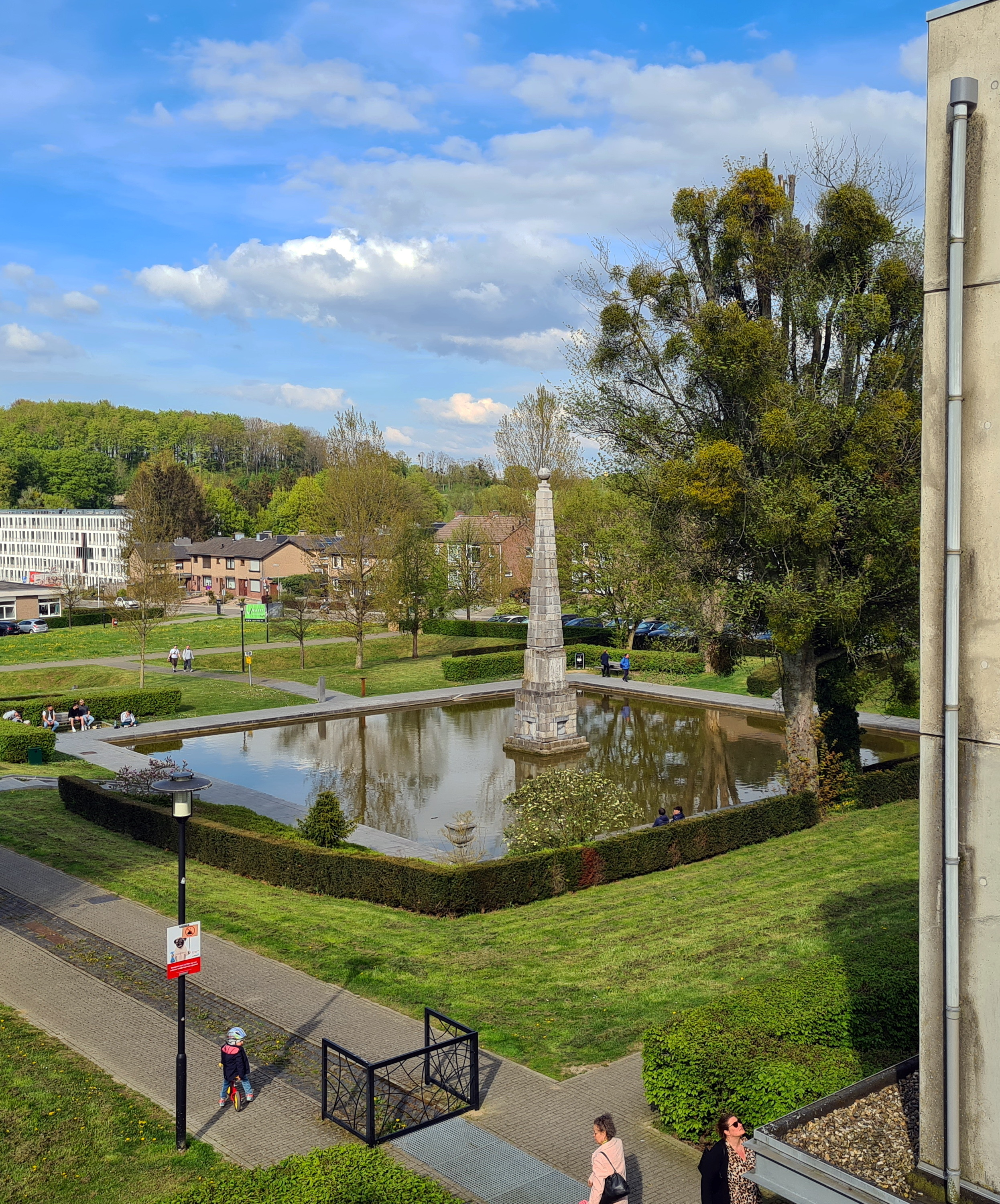
Overzicht Von Clermontpark, vanaf Willem Alexanderplein
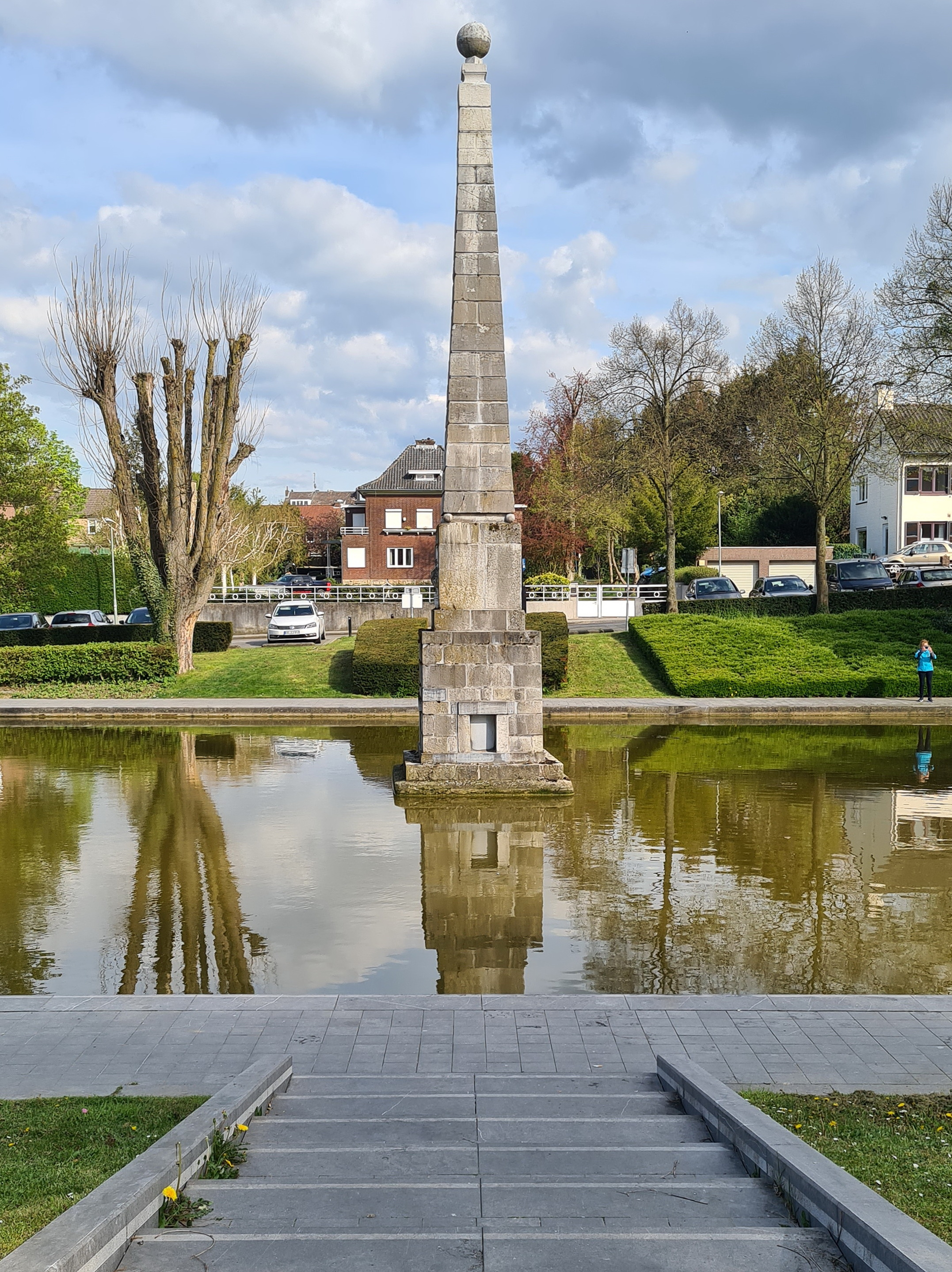
Obelisk, vijver en trappartij, gezien vanuit het zuiden
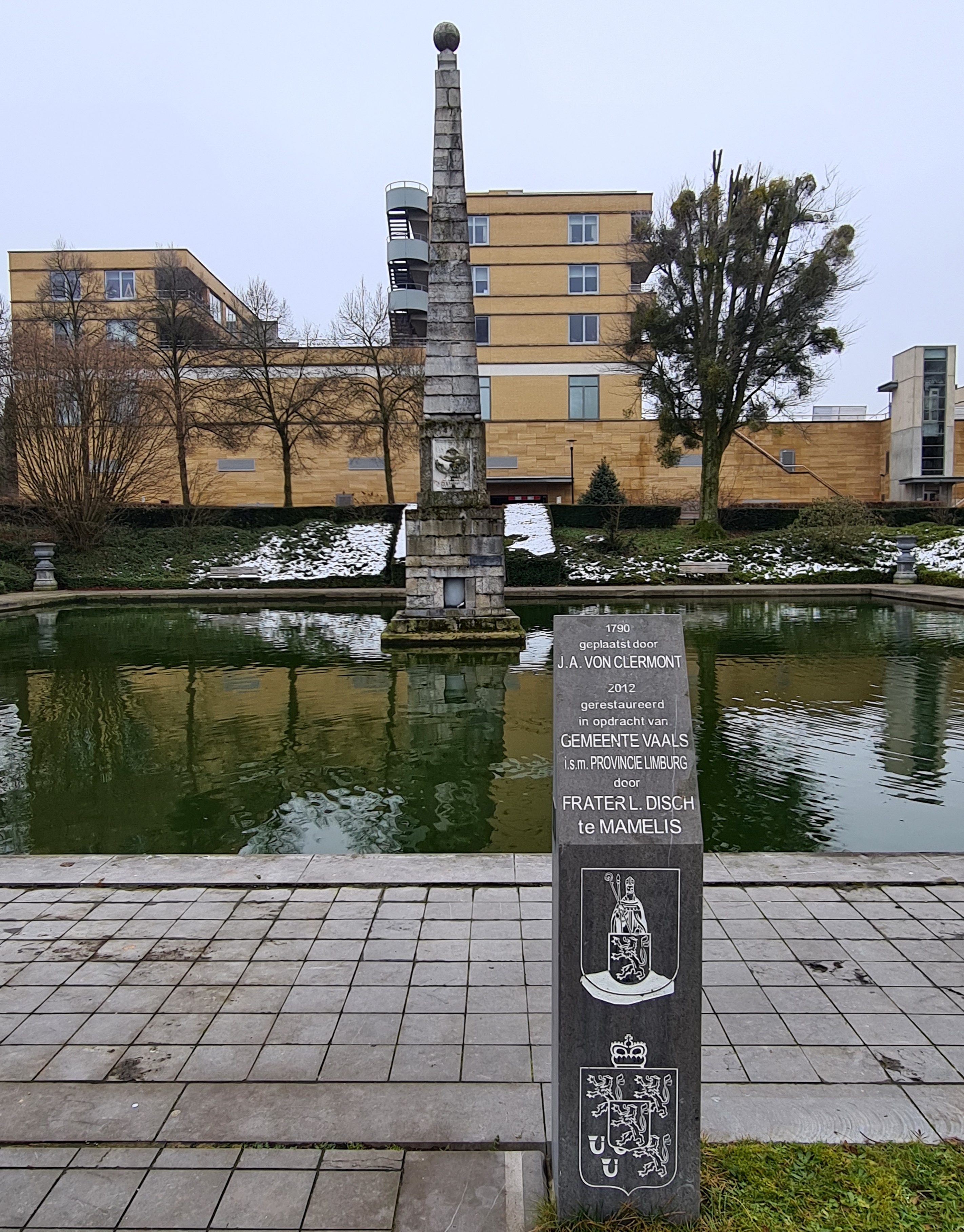
Obelisk en restauratiezuiltje, gezien vanuit het noorden
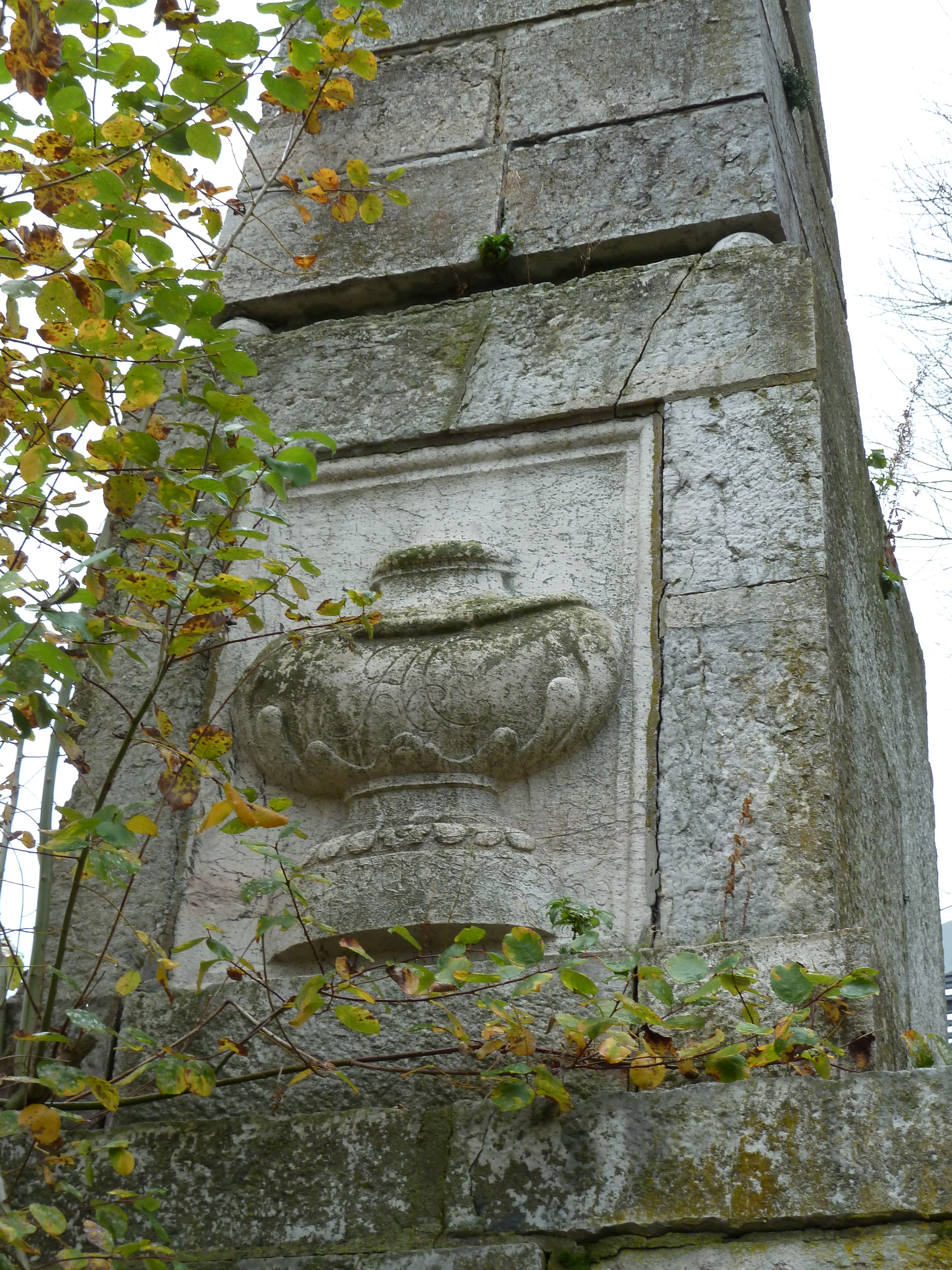
Detail noordzijde met reliëf (voor restauratie)
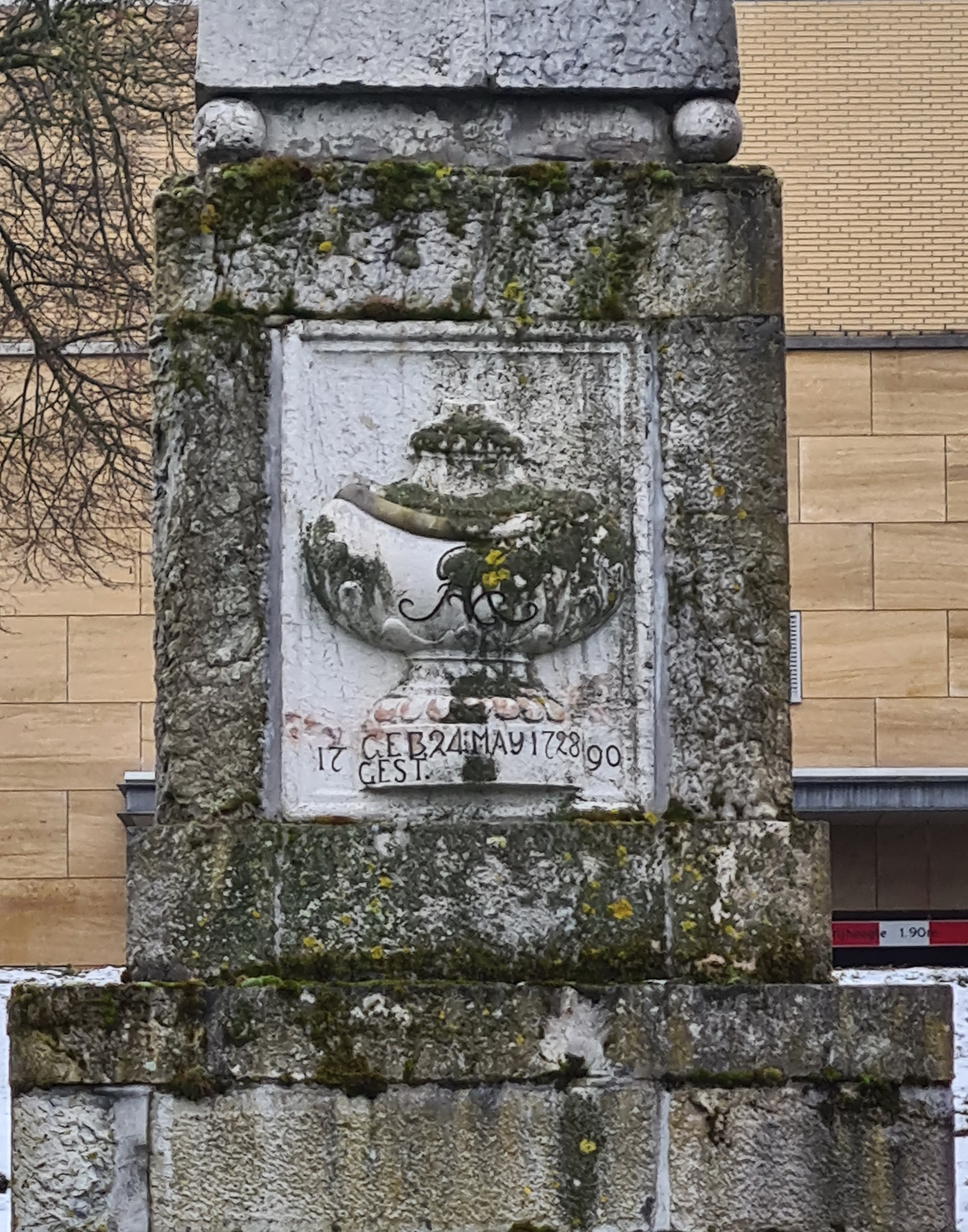
Idem (na restauratie)
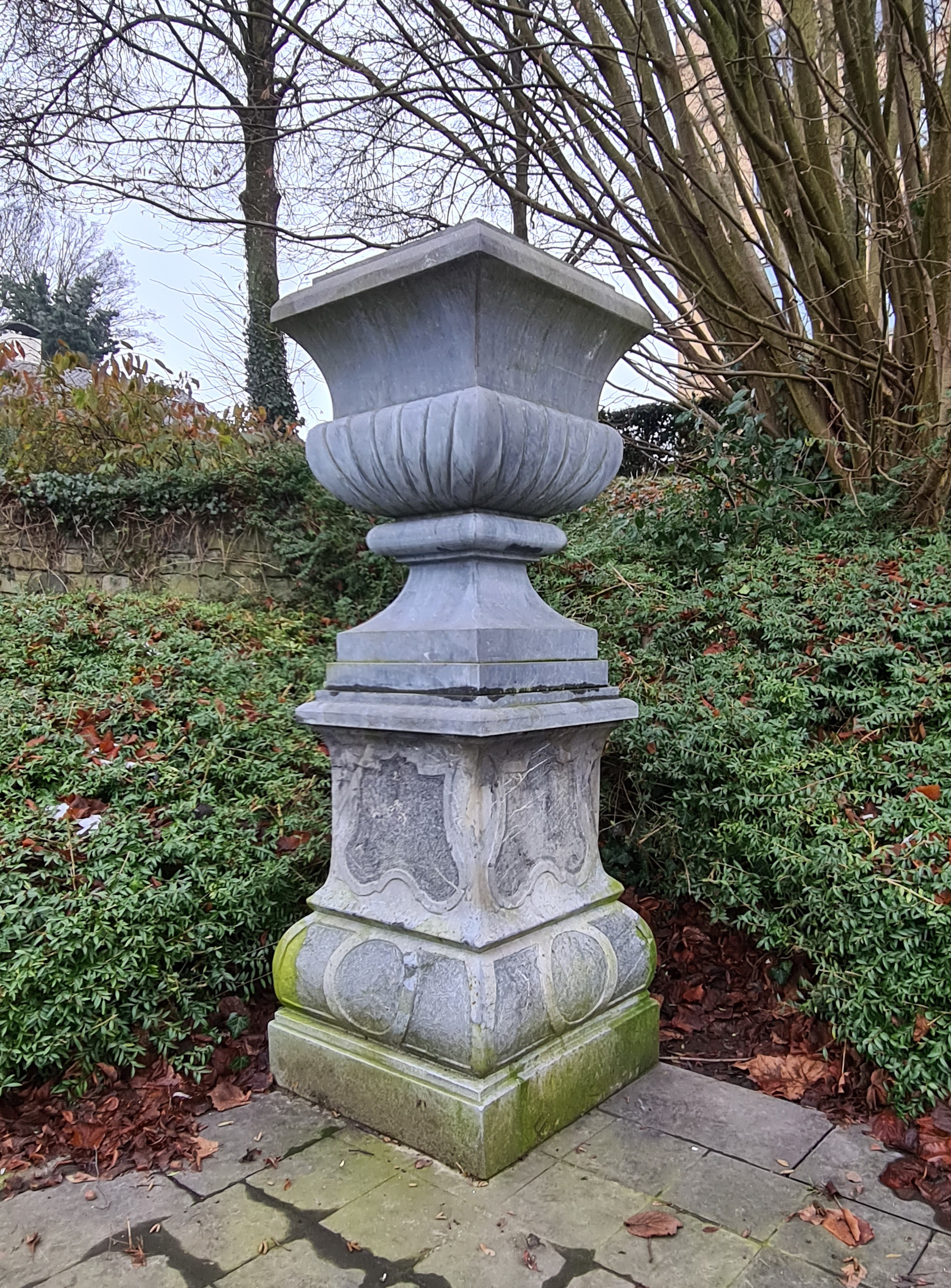
Tuinvaas op historische(?) sokkel